# El Santuario
El Santuario este un municipiu din departamentul Antioquia, Columbia.